# Unimak
Unimak Island (aleut. Unimax) je největší ostrov řetězu Aleutských ostrovů amerického státu Aljaška. Je nejvýchodnějším ostrovem souostroví, s rozlohou 4069,9 km² je devátým největším ostrovem USA a 134. největším na světě. Nejvyšším vrcholem je sopka Mount Shishaldin, jeden z deseti nejaktivnějších vulkánů světa. Unimak je součástí skupiny Liščích ostrovů (anglicky Fox Islands, rusky Лисьи острова) ve východní části Aleutských ostrovů. Podle údajů .United States Census Bureau zde v roce 2000 žilo 64 lidí, většina z nich v osadě False Pass na východním konci ostrova.
Ostrov je od pevniny oddělen jen úzkým průlivem, který se na severu rozšiřuje do Bechevin Bay. Druhým vulkánem ostrova je Pogromni (2002 m) ležící na západě. Zajímavým útvarem je Fisherova kaldera ve vnitrozemí západní části ostrova Unimak. Nese jméno Bernarda Fishera, geologa USGS, který byl zabit v Umnackém průlivu.
V roce 1905 vybudovala Pobřežní stráž USA maják na mysu Scotch Cap a osadila jej svým personálem. Po zemětřesení 1. dubna 1946 však tsunami maják zničila. Při této události zahynulo pět lidí.

## Letiště
- Akutan Seaplane Base
- Cape Sarichef Airport

## Galerie

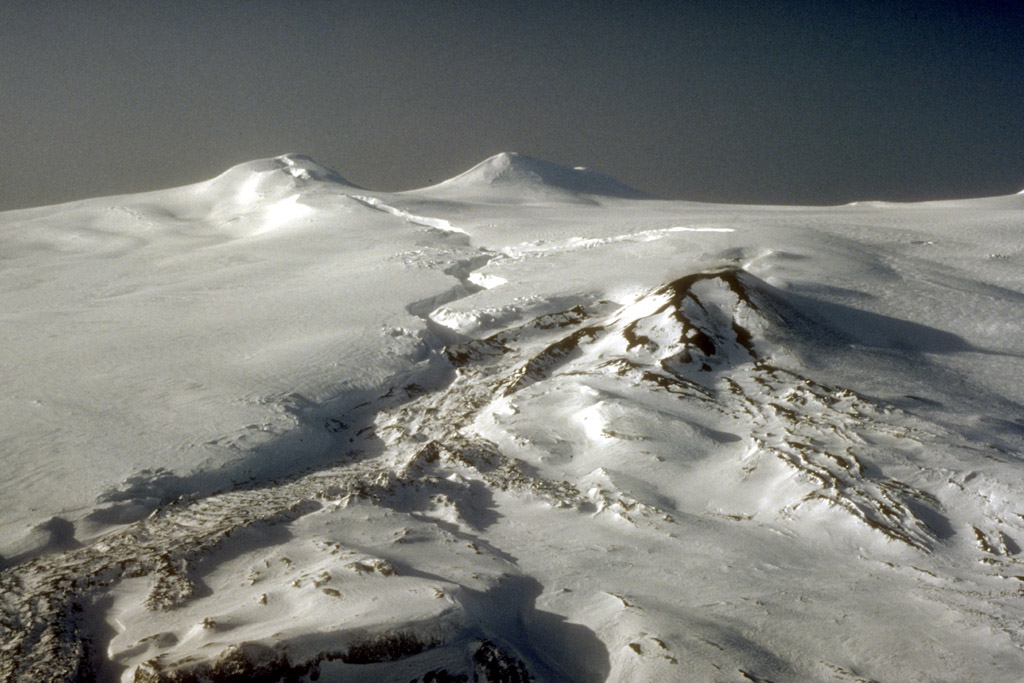
Mount Westdahl (Pogromnyj) na jihozápadě ostrova
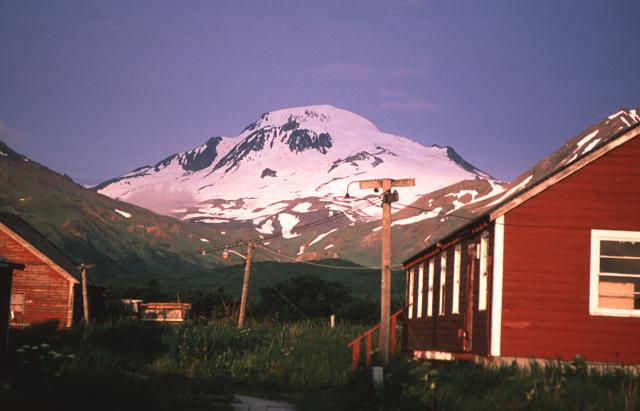
Pohled z osady False Pass na vulkán Roundtop
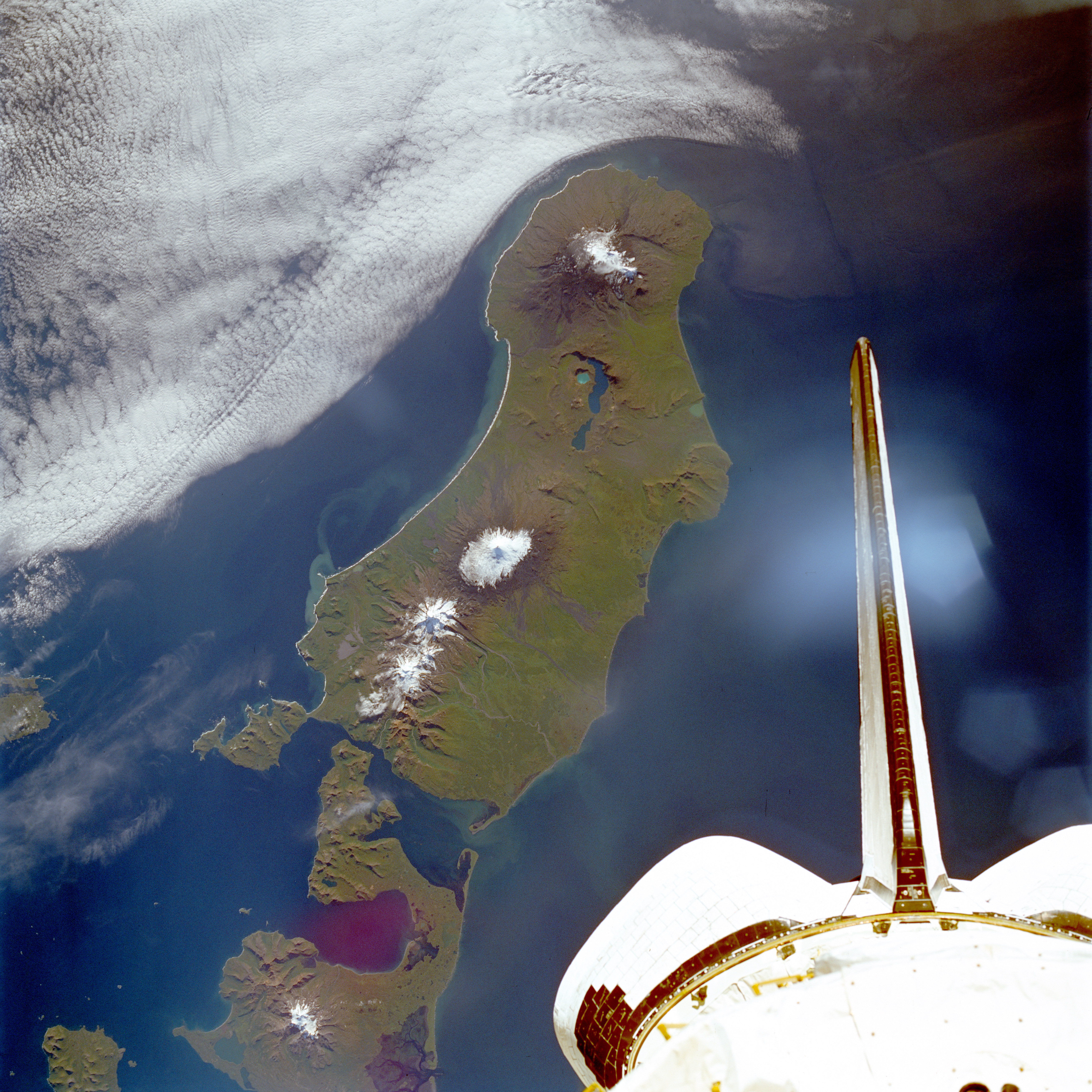
Pohled na ostrov z raketoplánu Endeavour (mise STS-47)
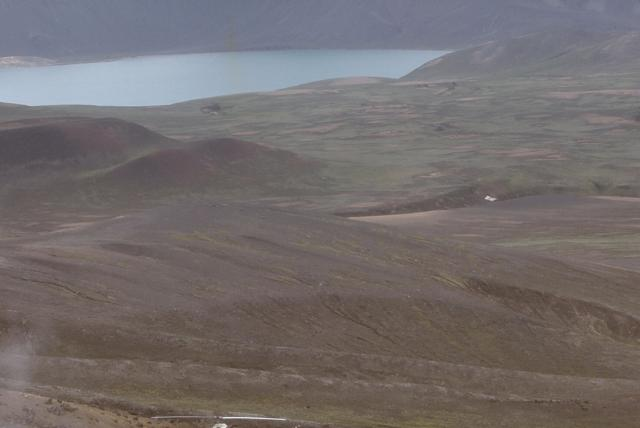
Fisherova kaldera
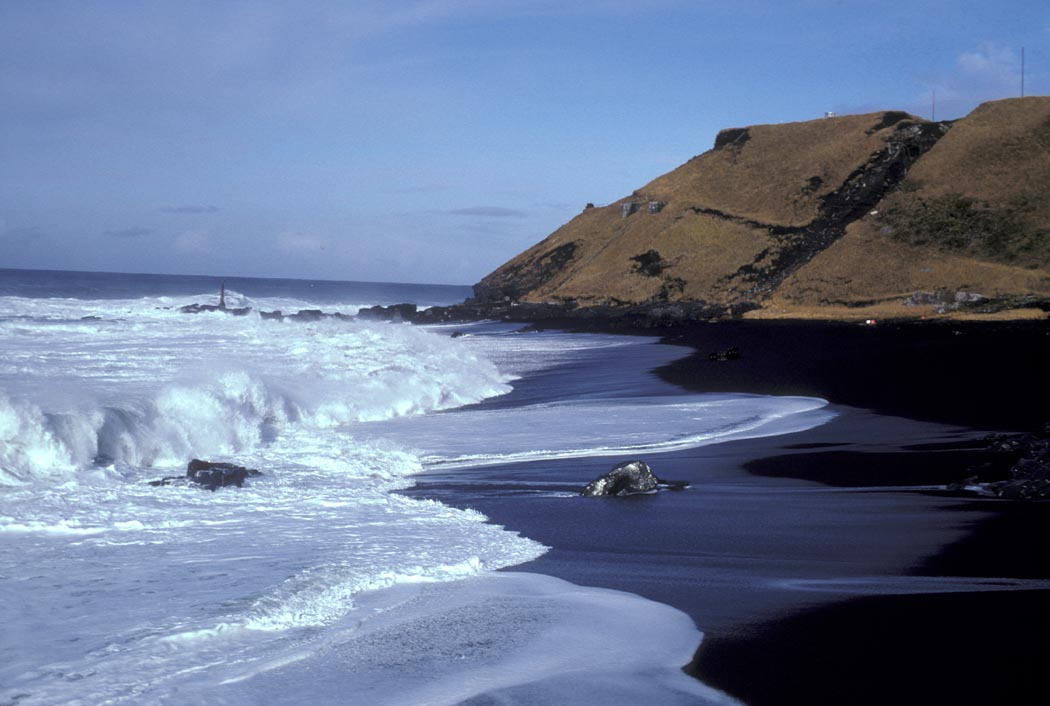
Příboj na pobřeží ostrova